# Unter Lauhern
Unter Lauhern ist ein mit Verordnung des Regierungspräsidiums Tübingen vom 29. Mai 1992 ausgewiesenes Natur- und Landschaftsschutzgebiet (NSG-Nummer 4.203, LSG-Nummer 4.15.137).

## Lage
Das Naturschutzgebiet befindet sich in den Naturräumen Mittlere Kuppenalb und Mittlere Flächenalb. Es liegt am Fuß des Steilhangs der Schwäbischen Alb etwa 500 Meter südwestlich des Stadtteils Gönningen der Stadt Reutlingen. Es besteht aus zwei Naturschutzgebietsteilen und ist vollständig umgeben vom Landschaftsschutzgebiet Nr. 4.15.137 Unter Lauhern. Es ist sowohl Teil des FFH-Gebiets Nr. 7520-343 Albtrauf zwischen Mössingen und Gönningen als auch des Vogelschutzgebiets Nr. 7422-441 Mittlere Schwäbische Alb. Das Naturschutzgebiet liegt vollständig im Biosphärengebiet Schwäbische Alb.

## Schutzzweck
Laut Verordnung ist der wesentliche Schutzzweck die Erhaltung reizvoller Landschaftsteile am Rande der Schwäbischen Alb mit Halbtrockenrasen, extensiv genutzten Obstbaumwiesen, Hecken, Waldrand, Naßwiesen und Tümpel als Lebensraum für viele seltene und vom Aussterben bedrohte Tier- und Pflanzenarten.
Wesentlicher Schutzzweck des Landschaftsschutzgebietes ist die Erhaltung der mit den Naturschutzgebietsteilen in enger Verbindung stehenden und für die Tierwelt wichtigen Umgebung (Wiesen, Obstwiesen, Weidefläche, Busch- und Baumgruppen). Dadurch sollen nachteilige Einflüsse auf die Naturschutzgebiete und die vorhandenen Tier- und Pflanzenarten vermieden werden.

## Flora und Fauna
Botanisch ist das Gebiet sehr hochwertig: 11 verschiedene Orchideenarten kommen hier vor und insgesamt 17 Pflanzenarten werden auf der Roten Liste der gefährdeten Arten geführt. Von den Vogelarten sind 3 gefährdete Arten hervorzuheben: Neuntöter, Braunkehlchen und Hohltaube. Die Tagfalter sind mit 54 Arten repräsentiert, dies entspricht 40 % der in Baden-Württemberg vorkommenden Arten. 